# Automat paczkowy

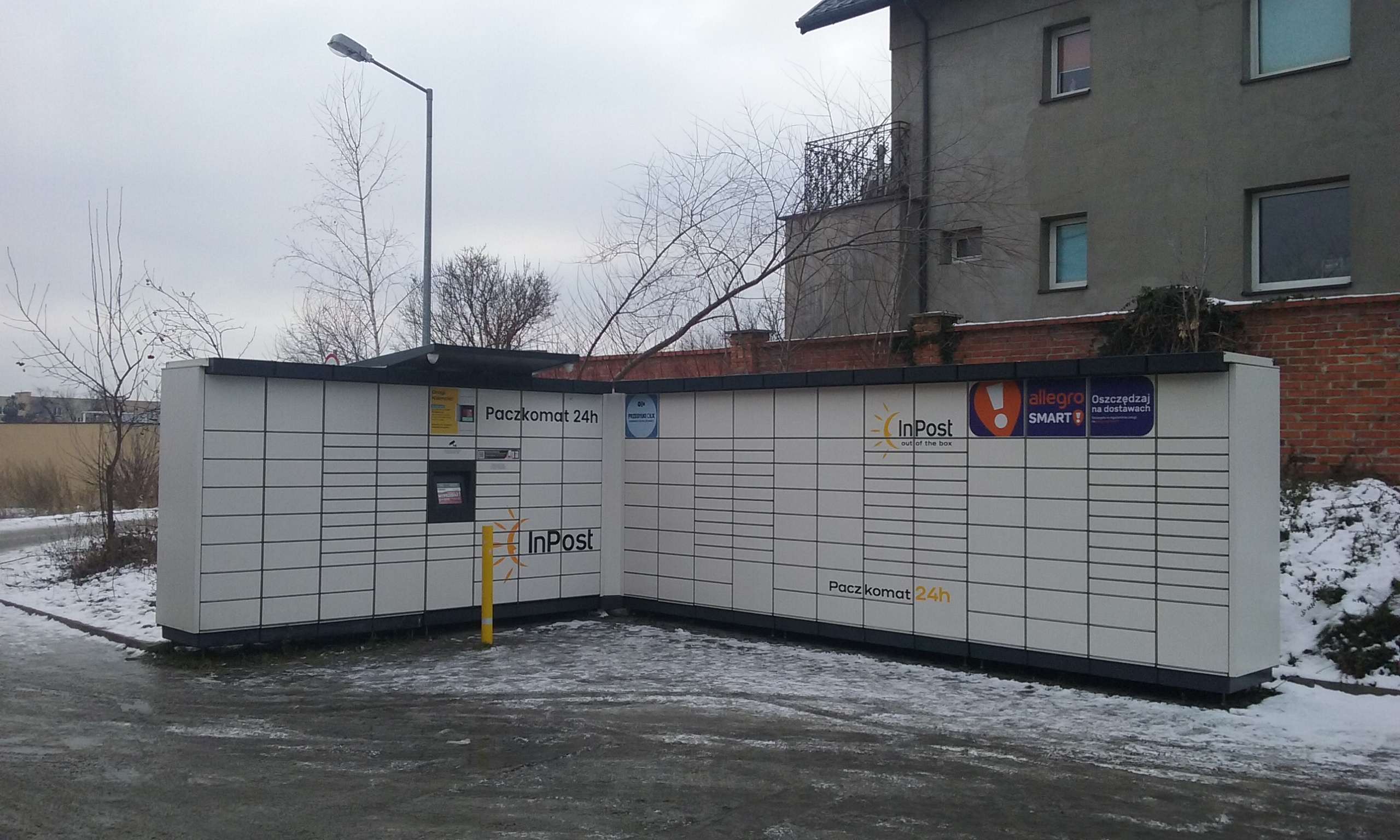
Automat paczkowy firmy InPost, oficjalnie Paczkomat

Automat paczkowy (pot. paczkomat) – system automatycznych skrytek pocztowych (lub terminali pocztowych) służący do nadawania i odbierania przesyłek. Urządzenia rozlokowane są w miejscach publicznych, często w najbliższej okolicy supermarketów, stacji benzynowych lub kampusów uniwersyteckich. Większość automatów jest dostępna 24 godziny na dobę.

## Sposób działania
Nadanie przesyłki za pośrednictwem automatów paczkowych polega na zdeponowaniu jej w skrytce wybranego automatu. Przygotowaną paczkę można zarejestrować i opłacić, zazwyczaj przez Internet lub bezpośrednio w automacie (za pomocą kart płatniczych).
Następnie operator odbiera nadane przesyłki i transportuje je do automatów docelowych, w których czekają na odbiorców. Odbiorca otrzyma wiadomość e-mail oraz SMS, która będzie zawierała kod uprawniający do odbioru przesyłki.

## Liczba urządzeń w Polsce
Na koniec III kw. 2024 r. w Polsce było 51,4 tys. automatów paczkowych, o blisko 3,3 tys. więcej niż w II kw. br. (+6,8 proc.) i o 15,6 tys. w porównaniu z analogicznym kwartałem ubiegłego roku (+43,8 proc.). Liderem z największą siecią automatów paczkowych jest InPost. Na koniec września br. firma miała ponad 28 tys. urządzeń, o 1,2 tys. więcej niż na koniec II kw. br. (+4,6 proc.) i o 6,8 tys. więcej w porównaniu z końcem września 2023 r. (+32,2 proc.). Drugie miejsce wśród operatorów automatów paczkowych ma DPD,  na koniec września 2024 r. firma miała dokładnie 8,3 tys. urządzeń. Trzeci jest Orlen, który na koniec września 2024 r. zarządzał ponad 6 tys. takich automatów.
|               | I kw. 2024 r. | IV kw. 2024 | I kw. 2025 r. |
| ------------- | ------------- | ----------- | ------------- |
| InPost        | 22654         | 25034       | 25735         |
| DPD           | 7000          | 9069        | 9939          |
| Orlen         | 5021          | 6183        | 6236          |
| Allegro       | 3500          | 4544        | 5034          |
| DHL+Cainiao*  | 3000          | 5000        | 5000          |
| Poczta Polska | 800           | 1445        | 1709          |
| Razem         | 41975         | 51275       | 53653         |

* dane z 5 grudnia 2024 r.

## Galeria

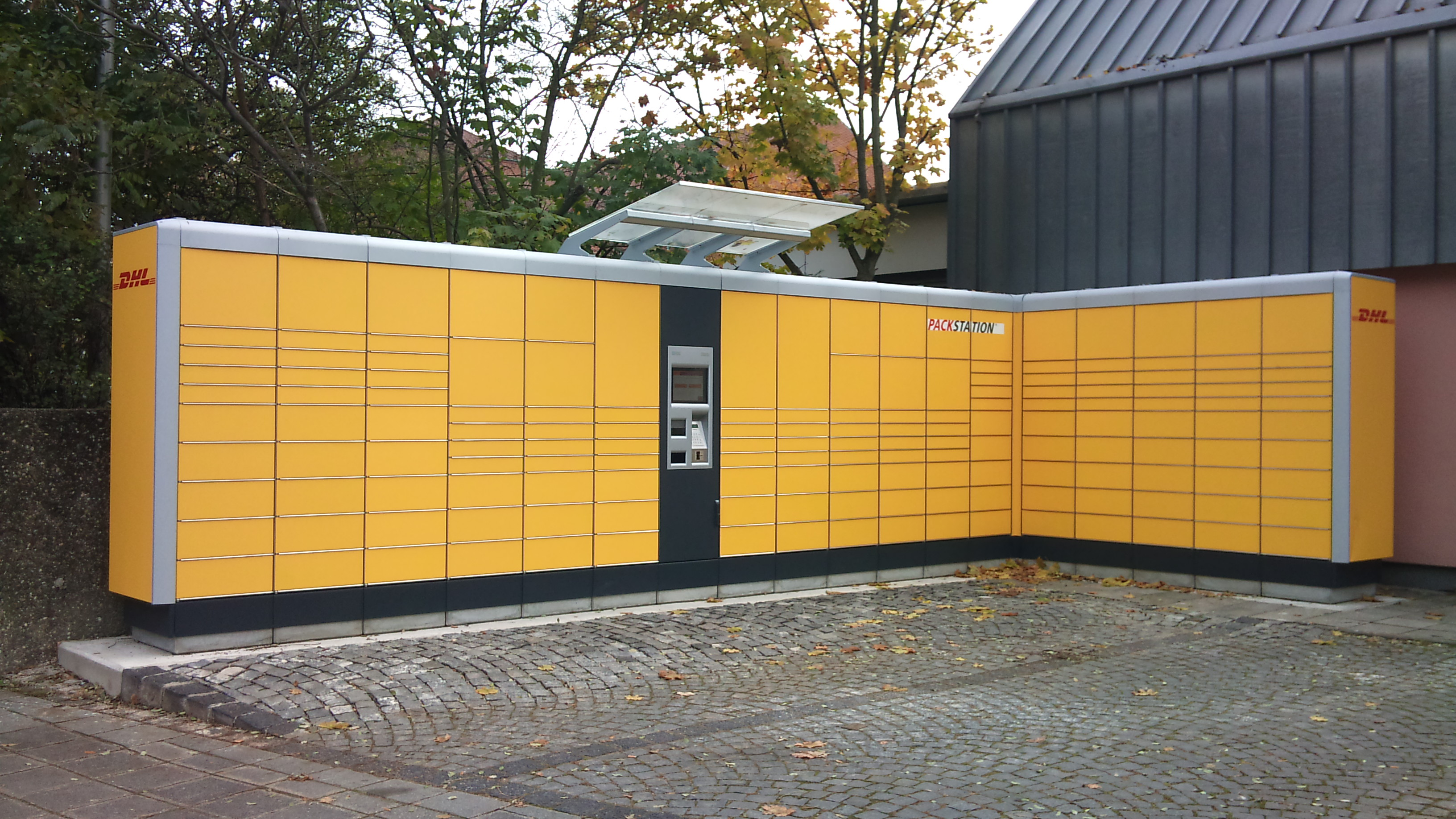
Niemiecka Packstation obsługiwana przez DHL
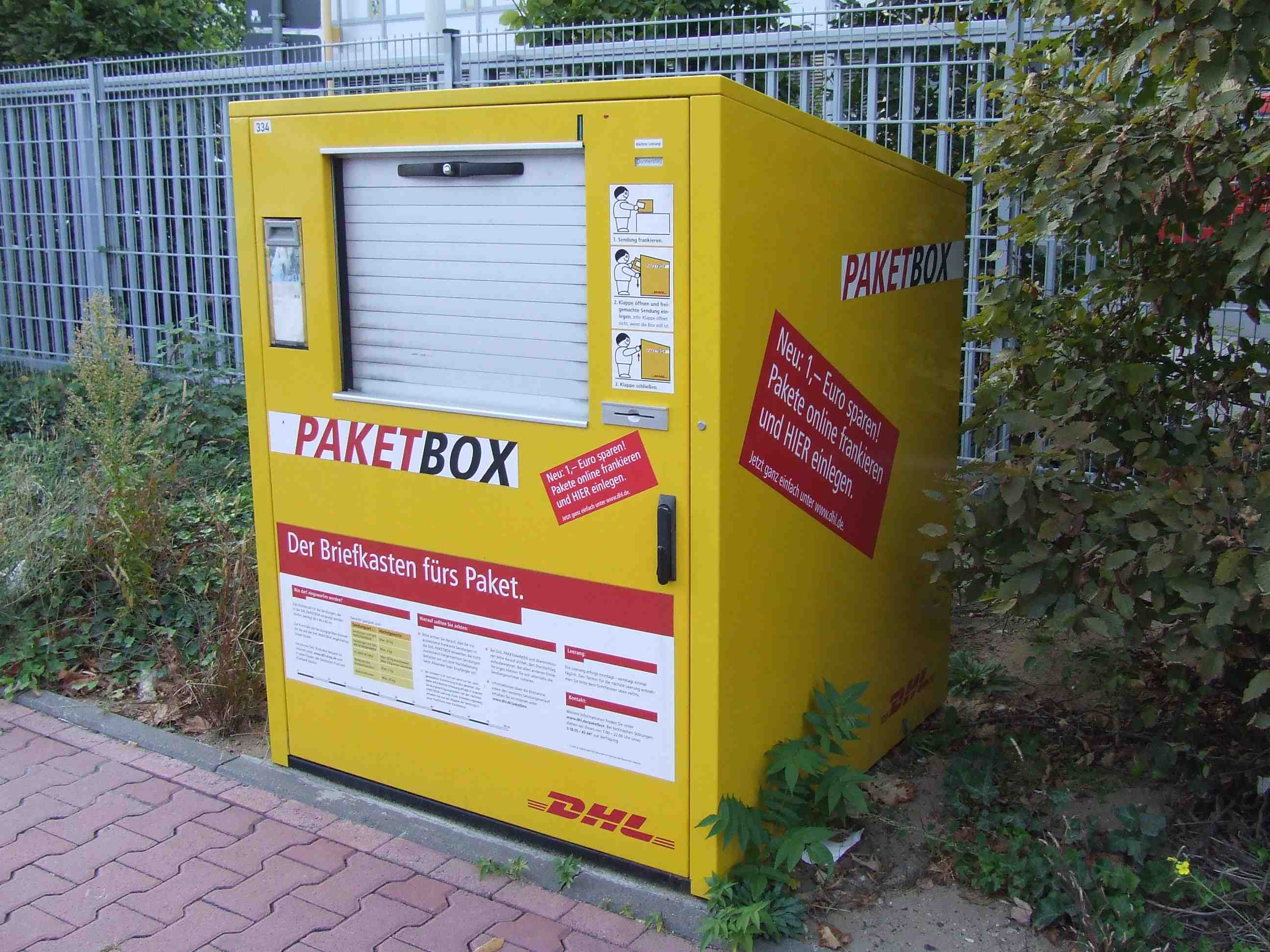
Niemiecki Paketbox, służący wyłącznie do wysyłania paczek
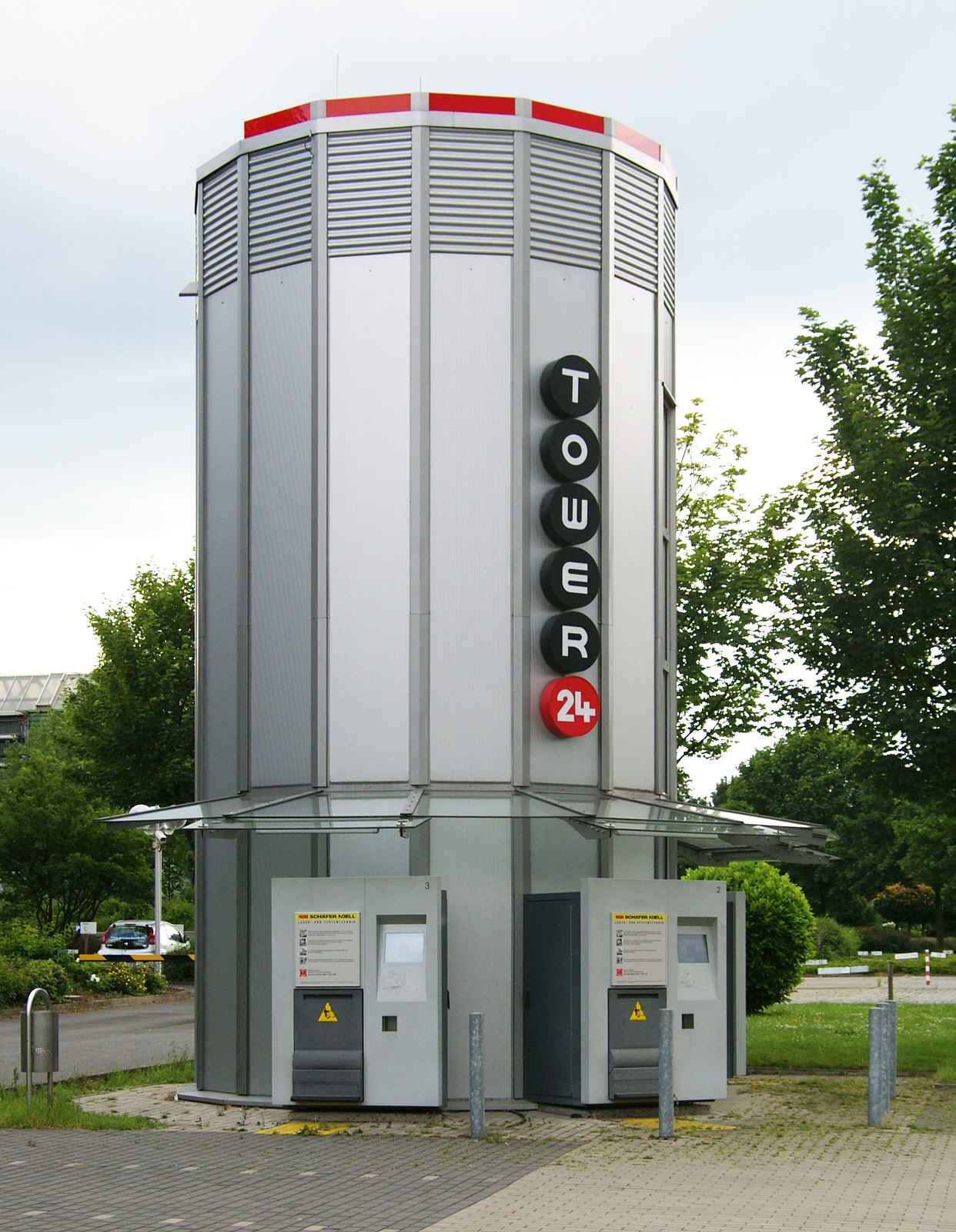
Paczkomat Tower 24 w Parku Technologicznym w Dortmundzie; koncepcja przygotowana przez Fraunhofer Institut für Materialfluss und Logistik (IML)
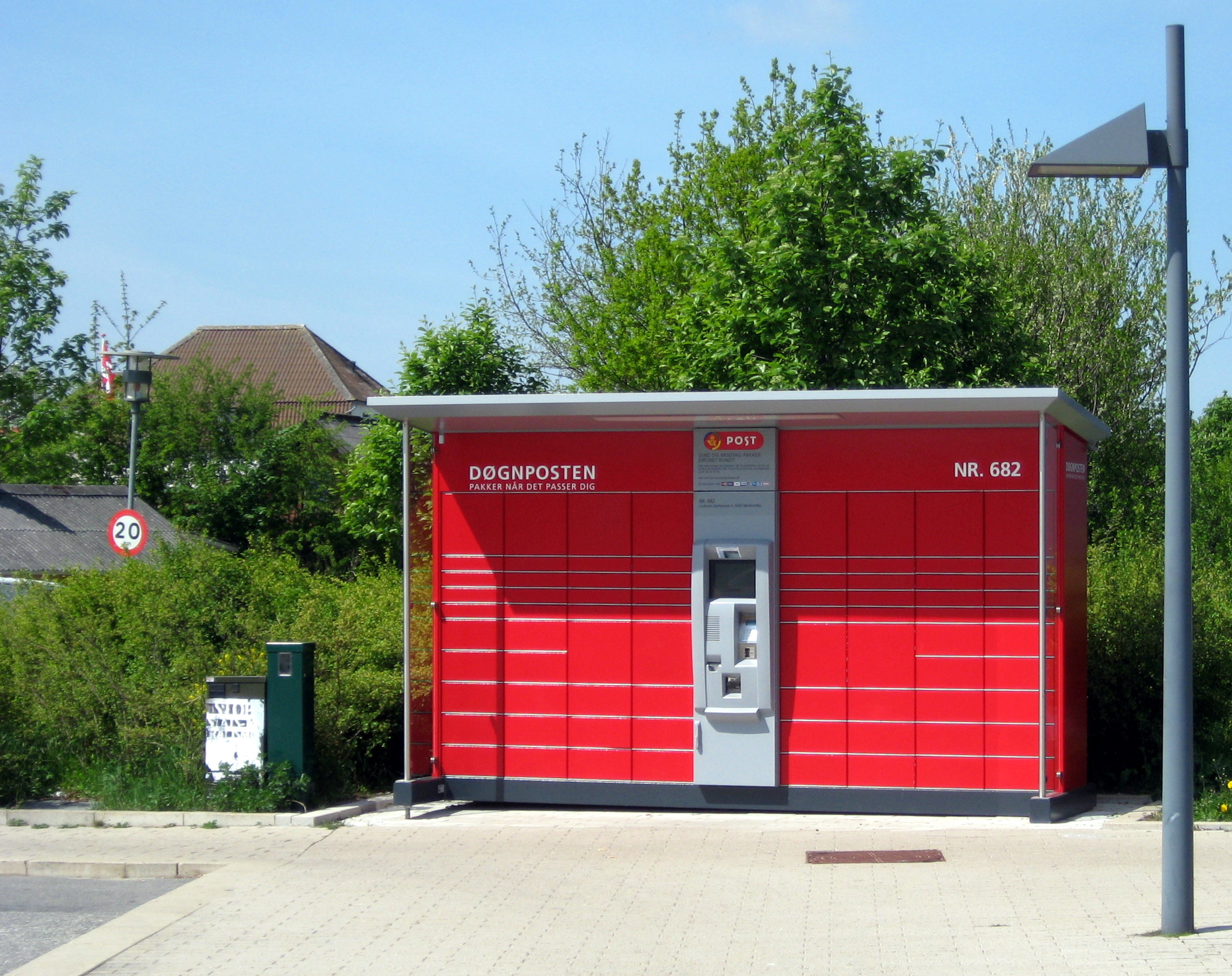
Paczkomat Doegnposten w Danii
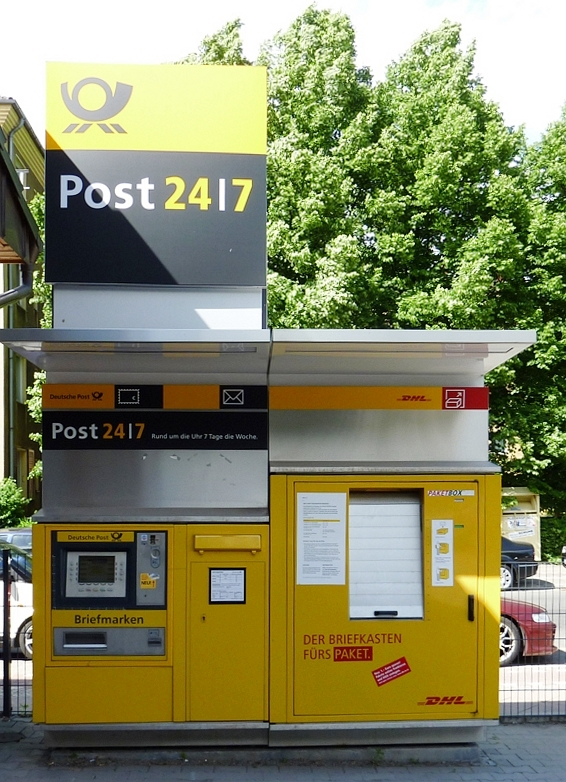
Paketbox firmy DHL połączony ze zwykłą skrzynką pocztową i urządzeniem do sprzedaży znaczków pocztowych
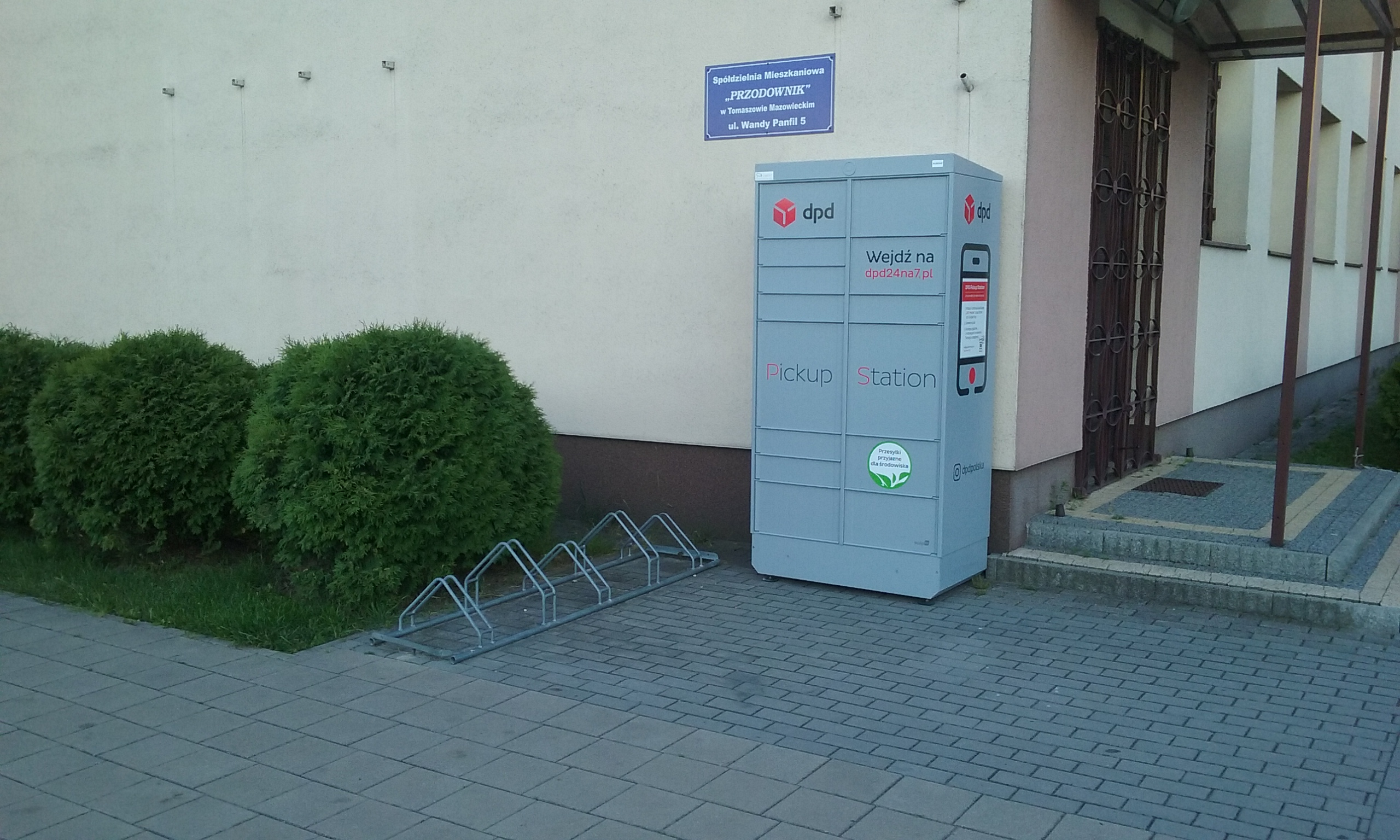
Paczkomat DPD w Tomaszowie Mazowieckim (oficjalnie "Automat Paczkowy")
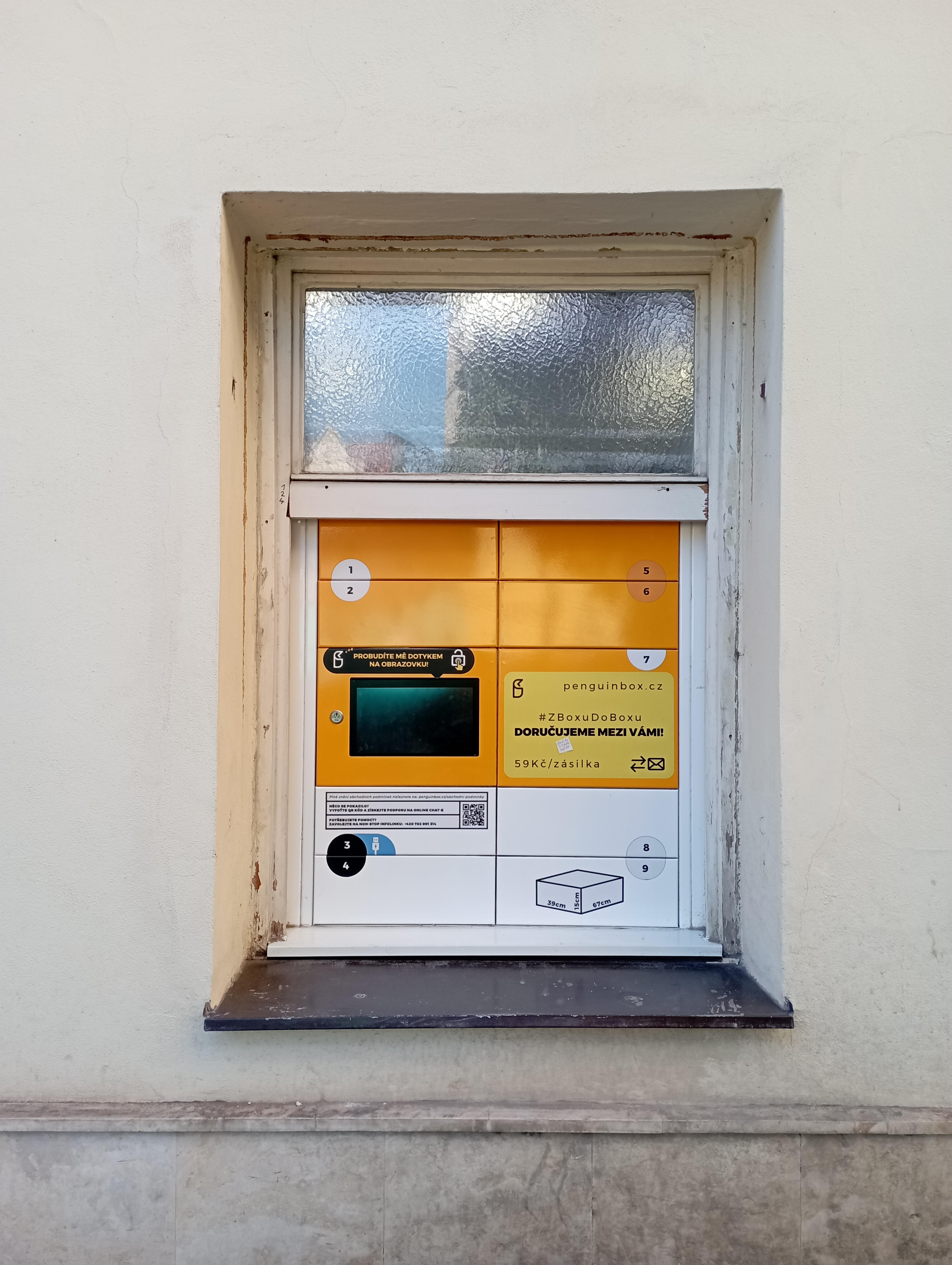
Mały paczkomat w oknie budynku w centrum Pragi (2023)
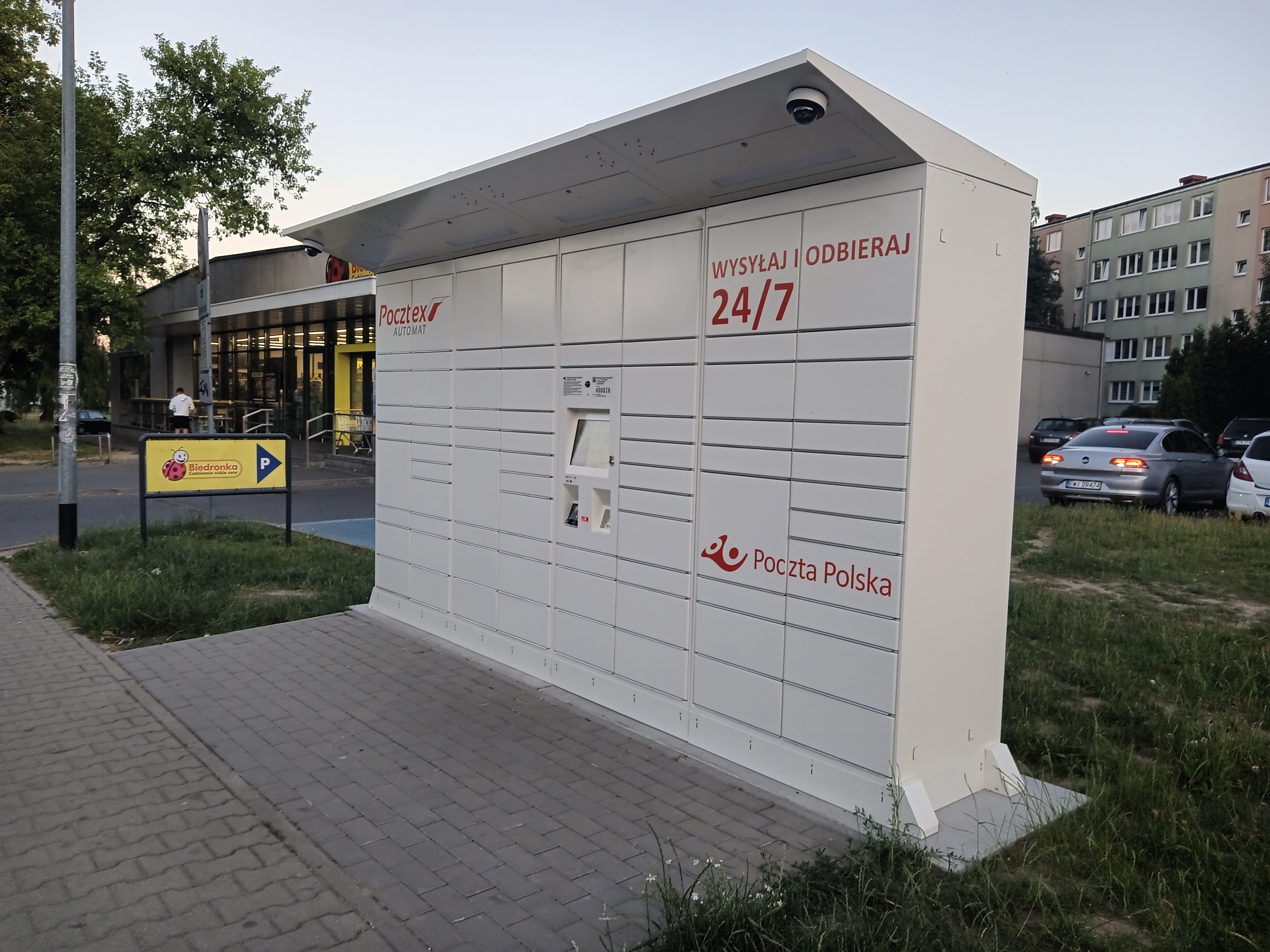
Paczkomat Poczty Polskiej
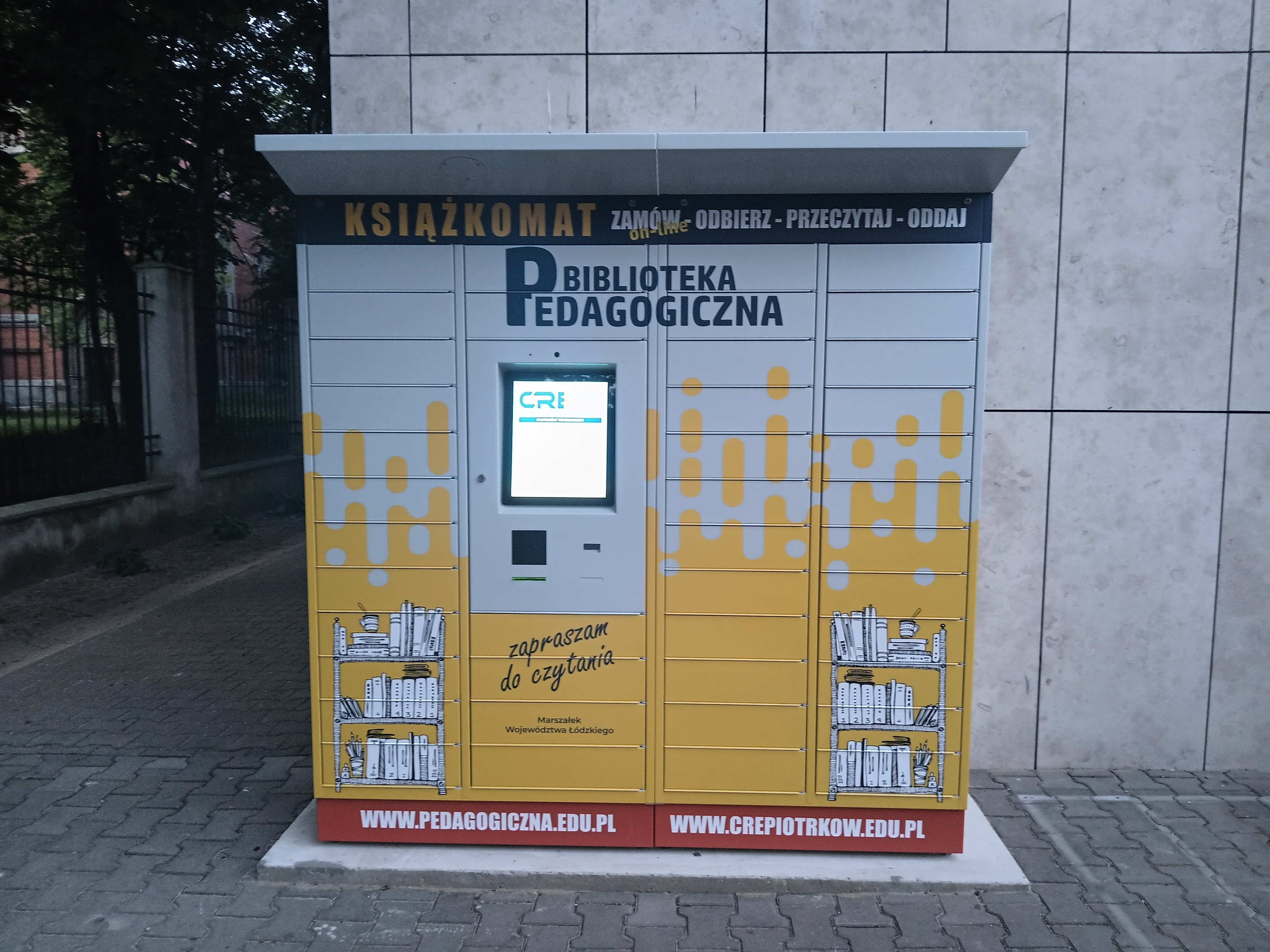
Automat do wypożyczania i zwrotu ksiażek z biblioteki (Tomaszów Mazowiecki)

## Paczkomaty InPost

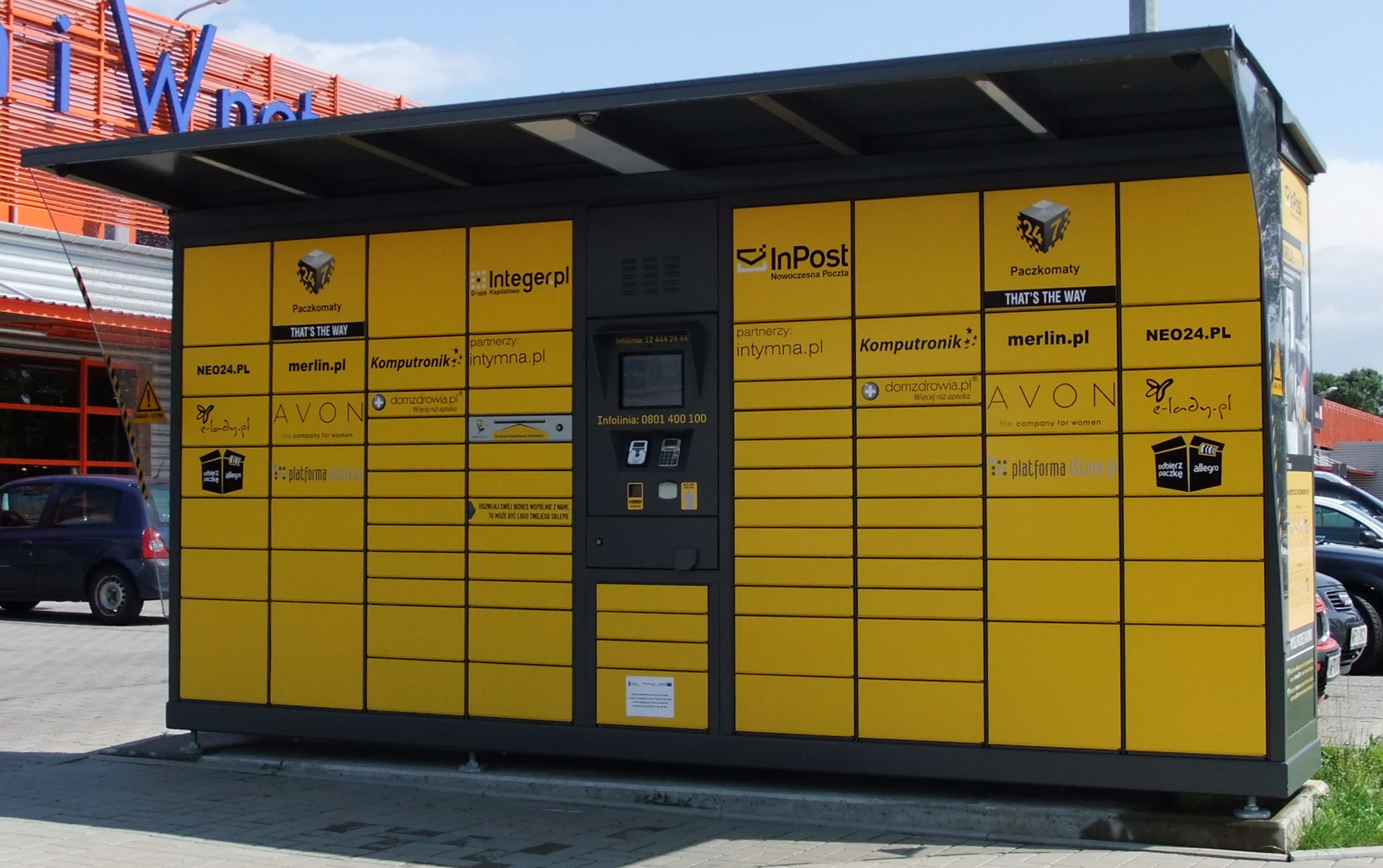
Paczkomat InPost

Nazwa „paczkomat” jest znakiem towarowym zarejestrowanym na rzecz spółki Integer.pl SA (de facto jest to grupa kapitałowa – w jej skład wchodzi m.in. spółka InPost Paczkomaty sp. z o.o.). W szerszym znaczeniu nazwy tej jednak używa się, w mowie potocznej, dla wszystkich urządzeń tego typu, również innych przedsiębiorstw. Na ten argument powołuje się Poczta Polska S.A, która złożyła do Urzędu Patentowego RP wniosek o unieważnienie prawa ochronnego na znak towarowy Paczkomat. Spór dotyczy tego, czy określenie Paczkomat jest pojęciem fantazyjnym nadającym się do odróżniania urządzeń do wydawania listów, czy raczej jest to nazwa rodzajowa bezpośrednio wskazująca na te urządzenia. W 2016 roku sąd wydał wyrok, iż nie jest to nazwa urządzenia, a znak towarowy InPostu.
Usługa oferowana przez InPost jest innowacyjnym, nagrodzonym m.in. w 2011 r. w rankingu Polish Market pod patronatem Krajowej Izby Gospodarczej (KIG), rozwiązaniem na polskim rynku, choć nie jest to polski wynalazek. Podobne urządzenie testowała niemiecka poczta (Deutsche Post) już w 2005 roku w Niemczech. Pierwszy Paczkomat InPost został postawiony w Krakowie we wrześniu 2009 roku.

### Zasięg
Możliwość dostawy do Paczkomatów InPost oferowało na początku 2013 około 3 tys. sklepów internetowych w Polsce. Z usługi korzystało także 10 tysięcy aktywnych e-sprzedawców i około 500 tysięcy zarejestrowanych klientów indywidualnych.
Według danych własnych operatora, w grudniu 2019 r. było 6000 urządzeń w ponad 900 miejscowościach.
We wrześniu 2020 r. w Krakowie przy ul. Myśliwskiej 51 stanęło urządzenie z numerem 8000, będąc jednocześnie jednym z pierwszych ustawionych w kształcie litery „L” lub „U”. Już 2 miesiące później, w listopadzie, operator poinformował o maszynie nr 9000, która została postawiona we wsi Wysocko Małe, koło Ostrowa Wielkopolskiego.
W lipcu 2021 firma postawiła maszynę nr 13000 w Sopocie, jest to pierwszy Paczkomat zasilany panelami fotowoltaicznymi. We wrześniu 2021 r. pojawiła się maszyna nr 14000 w Sejnach. W październiku 2021 r. InPost poinformował o postawieniu maszyny nr 15000 w Czarnej Górnej. W grudniu 2021 InPost poinformował o postawieniu maszyny nr 16000 w Gorzowie Wielkopolskim. W kwietniu 2023 r. firma pochwaliła się, że posiada już 20 tys. Paczkomatów.